# St. Agatha (Aschaffenburg)

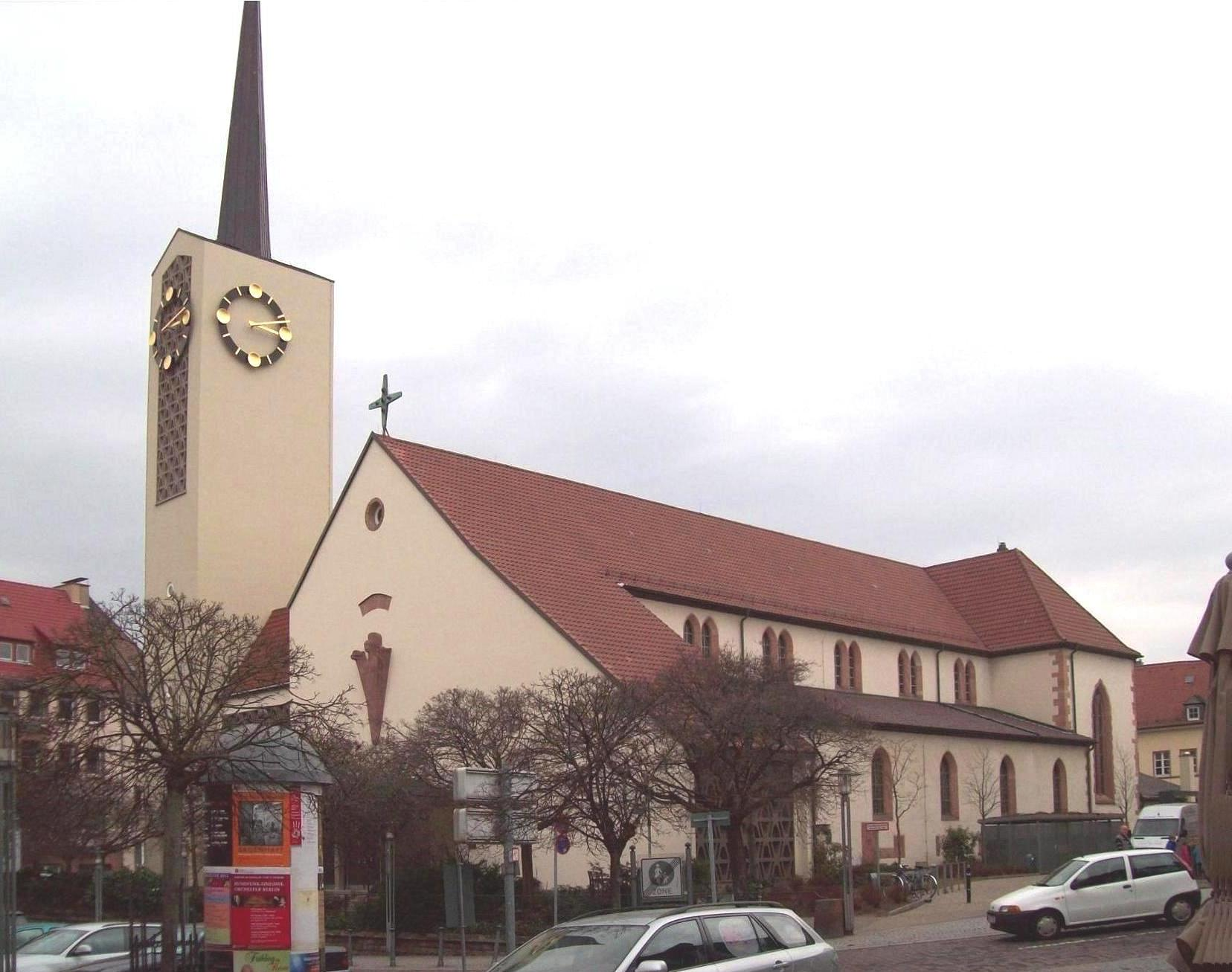
St. Agatha Aschaffenburg 2011

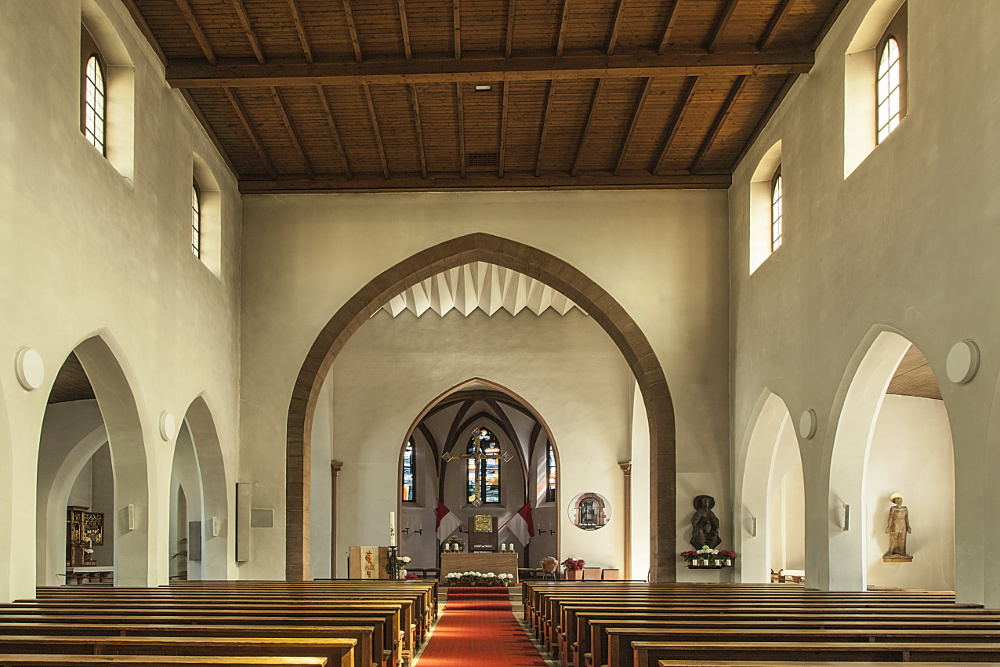
Kirchenschiff mit Altar

St. Agatha ist eine katholische Pfarrkirche in Aschaffenburg, deren Ursprung auf die Zeit 1168/1171 zurückgeht.

## Geschichte
Als Gründungsjahr der Pfarrei wird die Zeit von 1168/1171 angenommen, erstmals urkundlich erwähnt wurde sie in der Urkunde Papst Lucius III. 1184 als parrochiam extra muros civitatis vestre, als „Pfarrei außerhalb der Mauern“. Älteste steinerne Zeugnisse werden auf „um die Mitte des 12. Jahrhunderts“ datiert. In der zweiten Hälfte des 14. Jahrhunderts wurden Seitenschiffe angebaut und das Mittelschiff erhöht. Auf dem die Kirche umgebenden Agatha-Kirchhof (Friedhof) errichtete man eine Annakapelle. Im 15./16. Jahrhundert wurden die Umfassungsmauern (Chor, Kirchenschiff und Turm) insgesamt erhöht. Bis ins 19. Jahrhundert wurden immer wieder kleine Erweiterungen vorgenommen, bis 1811 der Friedhof aufgelassen wurde. Ende des 19. Jahrhunderts wurde die barocke Innenausstattung entfernt und im neugotischen Stil erneuert.
1903 brach man die St. Annakapelle samt Beinhaus ab und beschloss, wegen des Bevölkerungszuwachses die Kirche zu vergrößern. Die bestehende Kirche sollte als eine Art Atrium in die neue Kirche einbezogen werden. Mit den Maßen 65 × 23 m wäre sie die größte Kirche Aschaffenburgs geworden. Der Ausbruch des Ersten Weltkriegs ließ die Planung nicht zur Ausführung kommen. 1934 ließ man unter der Leitung von Professor Albert Boßlet nochmals einige Umbauten vornehmen. Im Jahre 1942 feierte man „800 Jahre St. Agatha“, vermutlich ging das Jubiläum auf Unterlagen von Heimatforscher Martin Balduin Kittel zurück, der in seiner Zettelsammlung keine Quellenangaben machte (Im Pfarrarchiv befinden sich noch Unterlagen über die Jubiläumsfeiern). Sprengbomben am 21. November 1944 zerstörten Fenster, Holzdecke und südliches Teilschiff (große Mauersprünge). Durch Artilleriebeschuss am 31. März 1945 brannte die Kirche völlig aus.

## Wiederaufbau nach 1945
Mit dem Wiederaufbau wurden Professor Boßlet und Regierungsbaumeister Erwin van Aaken beauftragt. Im August 1948 erfolgte der Abbruch der Ruinenreste. Auch der Turm wurde abgebrochen, da sich herausstellte, dass sein Fundament, aus lose aufeinandergeschichteten Steinen bestehend, sich nicht als tragfähig erwies. Das Gurtgesims am Glockengeschoss sowie die Schallöffnungen mit Säulen und Kapitellen wurden nach den alten Werkstücken rekonstruiert und eingebaut. Am 1. November 1949 war die Kirche vollendet und wurde vom Würzburger Bischof Julius Döpfner neu geweiht.

Der größte Teil der Epitaphien konnte gerettet werden. Beim Neubau wurden unter dem Kirchenfußboden zwei Echter-Ingelheim-Grabsteine aus der Barockzeit gefunden und in die Außenmauer eingelassen. Von der geplanten Wiederaufstellung der Ölbergskapelle wurde Abstand genommen, da die komplette Fassade neu gebaut werden musste. Bereits 1953 zeigten sich unterhalb des Glockenstuhls Risse im neuen Turm. Das Glockenläuten musste eingestellt werden. 1962 wurde nach Entwurf des Würzburger Architekten Gustav Heinzmann die Fassade um 6 m vorgezogen. Im neuerrichteten, modernen Turm befinden sich nun eine Taufkapelle und auf der Südseite eine Marienkapelle, in der die Muttergottes von Fátima verehrt wird.

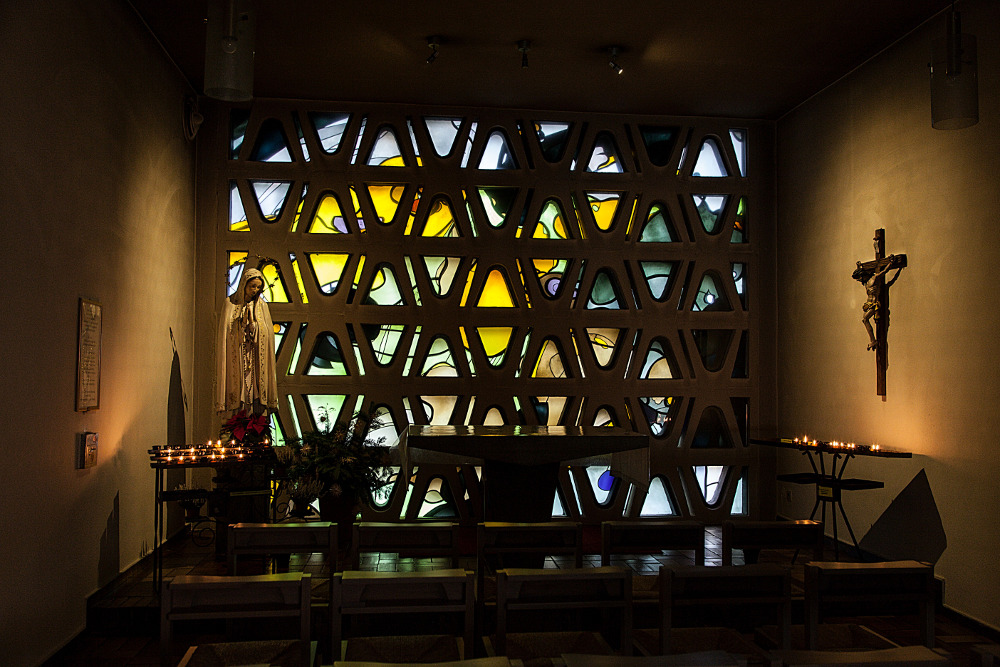
Marienkapelle in St. Agatha

 Über dem Portal wurde am 16. Mai 1963 eine 4 m hohe und 12 t schwere Sandsteinfigur (St. Agatha), entworfen von Julius Bausenwein, gefertigt von den Würzburger Bildhauern Ernst Singer und Willi Grimm, angebracht.

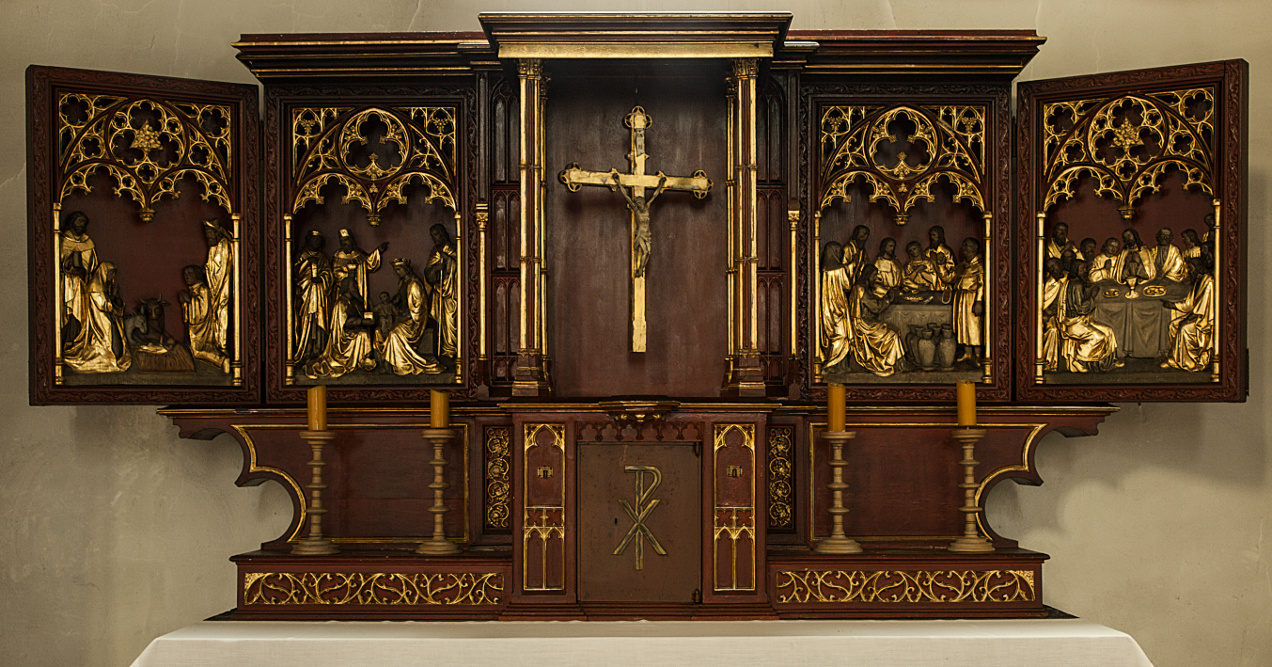
Ehemaliger Hochaltar

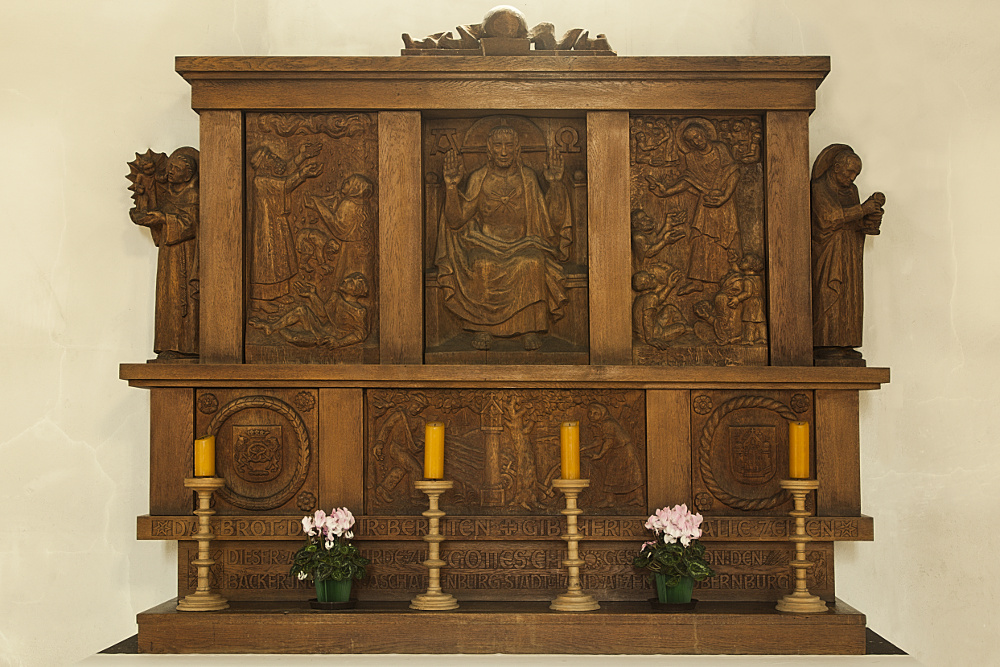
Bäckeraltar

Nach der letzten Renovierung 1987 hat die Kirche einen schlichten Opfertisch aus Buntsandstein in der Vierung, links davor einen Ambo und rechts hinten den Priestersitz (Sedilien). Der ehemalige Hochaltar befindet sich nun im linken Seitenschiff, an seiner Stelle im Chor ein Sakramentshäuschen (vergoldeter Tabernakel in einem Sandsteingehäuse). Die fünf gotischen Chorfenster wurden künstlerisch neu gestaltet. Über dem Altarraum wurde eine weiße Faltdecke eingezogen und darunter freischwebend ein großes Altarkreuz aufgehängt. Das Kreuz mit den Ausmaßen 280 × 220 cm ist eine Gemeinschaftsarbeit des Bildhauers Tilmar Hornung aus Bergtheim und des Goldschmieds Markus Engert aus Würzburg. Es stellt Christus, den Erhöhten, bereits vom Kreuz Gelösten dar. Die Emaille-Quadrate an den Enden der Kreuzbalken enthalten die Symbole für die vier Evangelisten: Matthäus (geflügelter Mensch), Markus (Löwe), Lukas (Stier) und Johannes (Adler). Im rechten Seitenschiff befindet sich der „Bäckeraltar“ (Zunftaltar der Aschaffenburger Bäckerinnung), von der Aschaffenburger Künstlerin Kathi Hock 1950 aus dem Holz einer Spessarteiche geschnitzt. Der Altar zeigt im unteren Teil, von links nach rechts, das Innungswappen, Bauernszene beim Säen und Ernten des Getreides sowie das Wappen der Stadt Aschaffenburg. In den oberen Feldern in der Mitte Christus sitzend, links die Speisung mit Manna und rechts die Brotvermehrung. Seitlich die Figuren des hl. Antonius von Padua mit Jesuskind und des hl. Klemens Maria Hofbauer, der vor seiner Berufung zum Priesteramt Bäcker war. Am Sockel die Worte: DAS BROT DAS WIR BEREITEN + GIB HERR UNS ALLE ZEITEN – Dieser Altar wurde zu * GOTTES EHR * gestiftet von der Bäckerinnung Aschaffenburg Stadt, Land, Alzenau und Obernburg. Das Taufbecken hat man inzwischen in die Vierung versetzt und die Taufkapelle mit einem roten Vorhang verhängt.

## Orgel
1962 erhielt die Orgelbaufirma Gustav Weiß aus Zellingen den Auftrag zum Bau einer neuen Orgel. In zwei Teilabschnitten wurden die 39 klingenden Register Ende 1964 fertiggestellt. Die Tastaturen im Spieltisch sind belegt mit Elfenit und Ebenholz. Am Dreikönigstag 6. Januar 1965 war die Einweihung. Das Instrument hat folgende Disposition:
| I Hauptwerk |           |       |
| 1.          | Quintade  | 16′   |
| 2.          | Principal | 8′    |
| 3.          | Rohrflöte | 8′    |
| 4.          | Oktave    | 4′    |
| 5.          | Gemshorn  | 4′    |
| 6.          | Nasat     | 2 ⁄3′ |
| 7.          | Nachthorn | 2′    |
| 8.          | Mixtur V  | 1 ⁄3′ |
| 9.          | Trompete  | 8′    |
| 10.         | Clarine   | 4′    |

| II Positiv |                 |       |
| 11.        | Rohrgedackt     | 8′    |
| 12.        | Sing. Principal | 4′    |
| 13.        | Blockflöte      | 4′    |
| 14.        | Octave          | 2′    |
| 15.        | Sifflöte        | 1 ⁄3′ |
| 16.        | Scharf IV       | 1′    |
| 17.        | Krummhorn       | 8′    |
|            | Tremulant       |       |

| III Schwellwerk |                 |                |
| 18.             | Principal       | 8′             |
| 19.             | Gedeckt         | 8′             |
| 20.             | Zart-Geige      | 8′             |
| 21.             | Ital. Principal | 4′             |
| 22.             | Holzflöte       | 4′             |
| 23.             | Sesquialter II  | 2 ⁄3′ + 1 3⁄5′ |
| 24.             | Schwiegel       | 2′             |
| 25.             | Mixtur V        | 1 ⁄3′          |
| 26.             | Dulcian         | 16′            |
| 27.             | Trichterregal   | 8′             |
| 28.             | Schalmei        | 4′             |

| Pedal |               |       |
| 29.   | Principalbaß  | 16′   |
| 30.   | Subbaß        | 16′   |
| 31.   | Zartbaß       | 16′   |
| 32.   | Oktavbaß      | 8′    |
| 33.   | Gedacktbaß    | 8′    |
| 34.   | Choralbaß     | 4′    |
| 35.   | Flachflöte    | 2′    |
| 36.   | Hintersatz IV | 2 ⁄3′ |
| 37.   | Posaune       | 16′   |
| 38.   | Baßtrompete   | 8′    |
| 39.   | Baßclarine    | 4′    |

- Koppeln: II/I, II/I (Sub), III/I, III/II, I/P, II/P, III/P
- Spielhilfen: 2 freie Kombinationen, Tutti, Crescendowalze

## Glocken
Im neu erbauten Turm von St. Agatha läuten seit dem 26. April 1964 vier Glocken. Die Dreifaltigkeitsglocke, 1075 kg, wurde im Krieg abgenommen und zum Glockenfriedhof nach Hamburg-Wilhelmsburg gebracht. Sie wurde jedoch nicht eingeschmolzen, sondern 1947 wieder zurückgegeben. Im Jahre 1956 wurden in der Heidelberger Glockengießerei F.W. Schilling drei neue Glocken gegossen „St. Agatha“ 720 kg, Tonart f, „Maria“ 1100 kg, Tonart g und „Josef“ 520 kg, Tonart a.